# Вільяркайо-де-Мериндад-де-Кастилья-ла-В'єха
Вільяркайо-де-Меріндад-де-Кастілья-ла-В'єха (ісп. Villarcayo de Merindad de Castilla la Vieja) — муніципалітет в Іспанії, у складі автономної спільноти Кастилія-і-Леон, у провінції Бургос. Населення — 4855 осіб (2010).
Муніципалітет розташований на відстані близько 280 км на північ від Мадрида, 65 км на північ від Бургоса.
На території муніципалітету розташовані такі населені пункти: (дані про населення за 2010 рік)
- Ла-Альдеа: 39 осіб
- Андіно: 5 осіб
- Барріосусо: 17 осіб
- Барруело: 8 осіб
- Бісхуесес: 57 осіб
- Бокос: 72 особи
- Кампо: 10 осіб
- Касільяс: 10 осіб
- Сеспедес: 15 осіб
- Сігуенса: 181 особа
- Ескандусо: 4 особи
- Есканьйо: 7 осіб
- Фреснедо: 26 осіб
- Орна: 238 осіб
- Інсінільяс: 25 осіб
- Лечедо: 0 осіб
- Мосарес: 21 особа
- Ла-Кінтана-де-Руеда: 19 осіб
- Кінтанілья-де-лос-Адріанос: 19 осіб
- Кінтанілья-Сосігуенса: 1 особа
- Саласар: 53 особи
- Санта-Крус-де-Андіно: 26 осіб
- Торме: 69 осіб
- Тубілья: 17 осіб
- Вільяканес: 20 осіб
- Вільякомпарада-де-Руеда: 37 осіб
- Вільялаїн: 58 осіб
- Вільянуева-ла-Бланка: 37 осіб
- Вільянуева-ла-Ластра: 47 осіб
- Вільяркайо: 3714 осіб
- Вільяріас: 3 особи

## Демографія
Динаміка населення (INE ):

## Галерея зображень

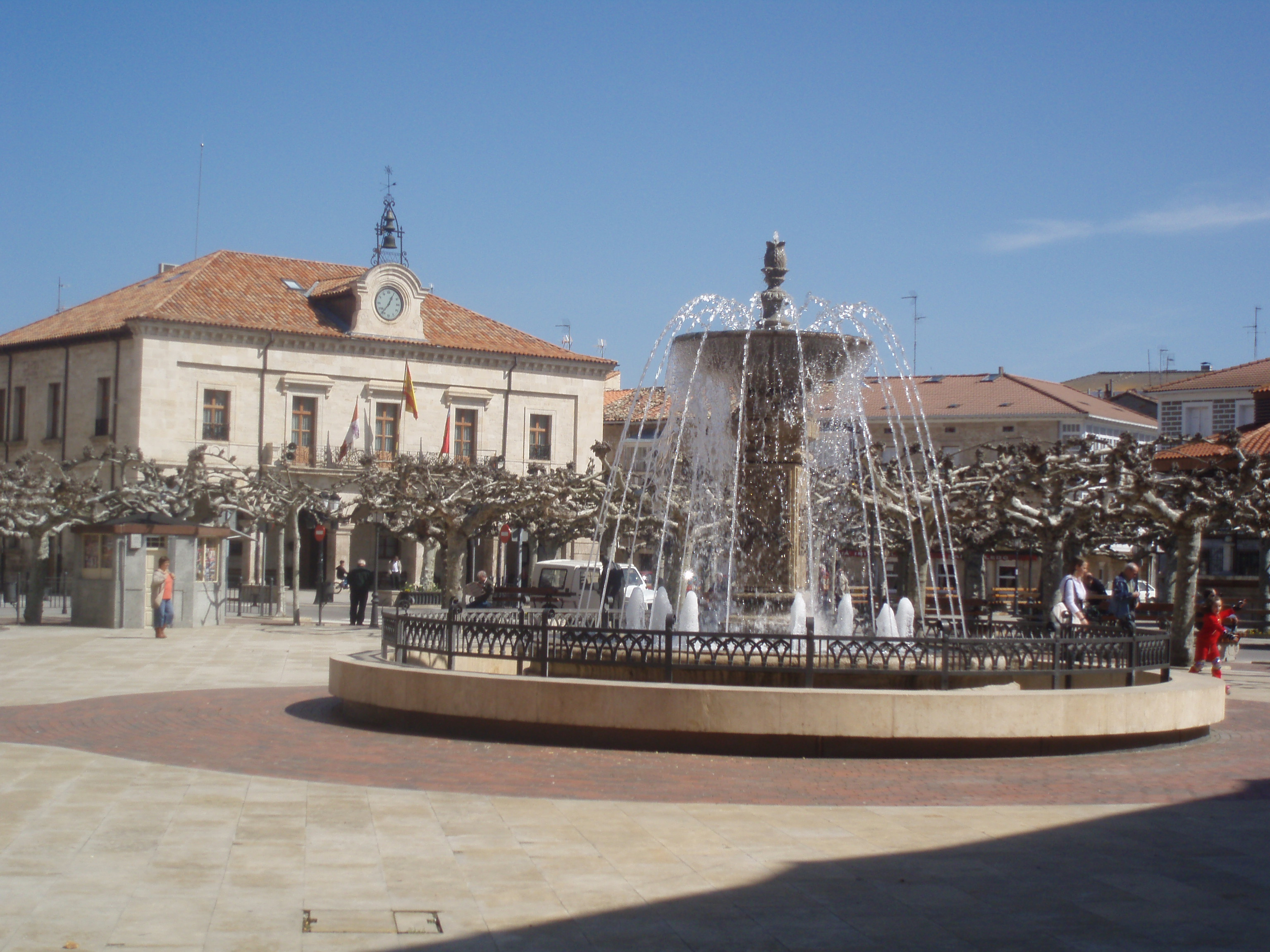
Центральна площа і муніципальна рада